# Hertha Berlin
Hertha BSC, egentligen Hertha, Berliner Sport-Club e.V., på svenska oftast kallad Hertha Berlin, är en fotbollsklubb i Berlin i Tyskland. Hertha BSC är den under senare år mest framgångsrika fotbollsklubben i Berlin och har även historiskt haft en ledande ställning, bland annat som tysk mästare 1930 och 1931.

## Historia
Hertha BSC grundades 1892 som BFC Hertha 1892. Det sägs att klubbens namn Hertha kommer från en ångbåt, som hade vit skorsten med blå rand. Antingen en båt som passerade genom Berlin, eller en båt som någon av pojkarna, möjligen ett brödrapar, som grundade klubben nyligt hade åkt med tillsammans med på dagstur. Namnet Hertha är ett tyskt kvinnonamn med ursprung i en ombildning av namnet på den forngermanska jordgudinnan Nerthus. 
År 1923 antogs namnet Hertha Berliner Sport-Club efter en fusion med klubben Berliner Sport-Club. Lagen delades senare igen, men Hertha fortsatte ha kvar tillägget BSC som hade etablerats.
De första matcherna spelades på Exer, som var ett före detta exercisfält i stadsdelen Prenzlauer Berg. På platsen står idag Friedrich-Ludwig-Jahn-Sportpark. Senare kom stadsdelen Gesundbrunnen att vara klubbens hem. Idag finns man framförallt vid Berlins Olympiastadion i stadsdelen Westend, där man har hemmaplanen och flera träningsanläggningar. 

### Tyska mästare
1923 gick Hertha samman med Berliner Sport-Club och antog då sitt nuvarande namn. Hertha var sportsligt starkare och Berliner Sport-Club hade bättre ekonomi. Detta lade grunden till Herthas största framgångar. Hertha BSC formerade under 1920-talet ett av Tysklands bästa lag men hade otur när det gällde: Hertha förlorade fyra raka mästerskapsfinaler 1926-1929. 1930 kunde man äntligen titulera sig tyska mästare efter finalseger mot Holstein Kiel med 5-4. Då hade Holstein Kiel tagit ledningen med 2-0. Omfattande firande följde i Berlin.

### Bundesliga, Bundesligaskandalen och 1970-talets glansperiod
Hertha BSC blev efter kriget den ledande fotbollsklubben i Västberlin. 1963 var Hertha en av grundarna av den nyinstiftande Bundesliga som representant för Berlin (Västberlin), som var en av fotbollsregionerna i det dåvarande Västtyskland. I samband med Bundesliga-premiären Säsongen 1963/1964 flyttade klubben sina matcher till Olympiastadion. 1965 tvångsdegraderades Hertha av fotbollsförbundet efter att ha gett segerpremier till spelare, något som då fortfarande var förbjudet i Västtyskland. Laget ersattes av Tasmania Berlin. De kommande tre säsongerna spelade man i Berlins stadsliga som laget dominerade totalt men sedan misslyckades i det anslutande kvalet mot de andra division 2-segrarna. 
1968 var Hertha återigen i Bundesliga och kunde fira fina framgångar med tredjeplatser 1970 och 1971. Under 1970-talet upplevde klubben en ny storhetstid även om det inte räckte fram till någon titel. Landslagsmittfältaren Erich Beer hämtades från Rot-Weiss Essen och 1977 blev man vicemästare 1975, Herthas främsta merit i Bundesliga. Hertha nådde final i tyska cupen 1977 och 1979 och spelade Uefacupen 1971/1972 och Uefacupen 1975/1976. 1979 nådde Hertha sitt bästa resultat internationellt genom en semifinal i Uefacupen. Klubbens anseende fick sig en törn 1971 i samband med Bundesligaskandalen då flera spelare tagit emot pengar för att göra en läggmatch mot Arminia Bielefeld.

### Nergång och nya framgångar

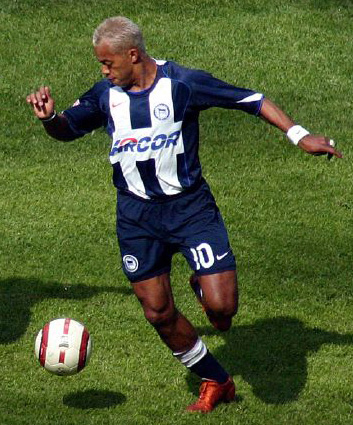
Marcelinho 2005

Under 1980-talet gick det sämre för Hertha och klubbens nedgång startade. 1983 åkte man ur Bundesliga och var under många år nere i lägre divisioner. Under flera år spelade man till och med i amatörligan. 1991-1997 spelade Hertha i 2. Bundesliga men hade få åskådare, ofta runt 3000 på stora Olympiastadion. 1996 tog Jürgen Röber över Hertha och förde laget tillbaka till Bundesliga. En annan viktig värvning var Dieter Hoeness som blev sportchef. 

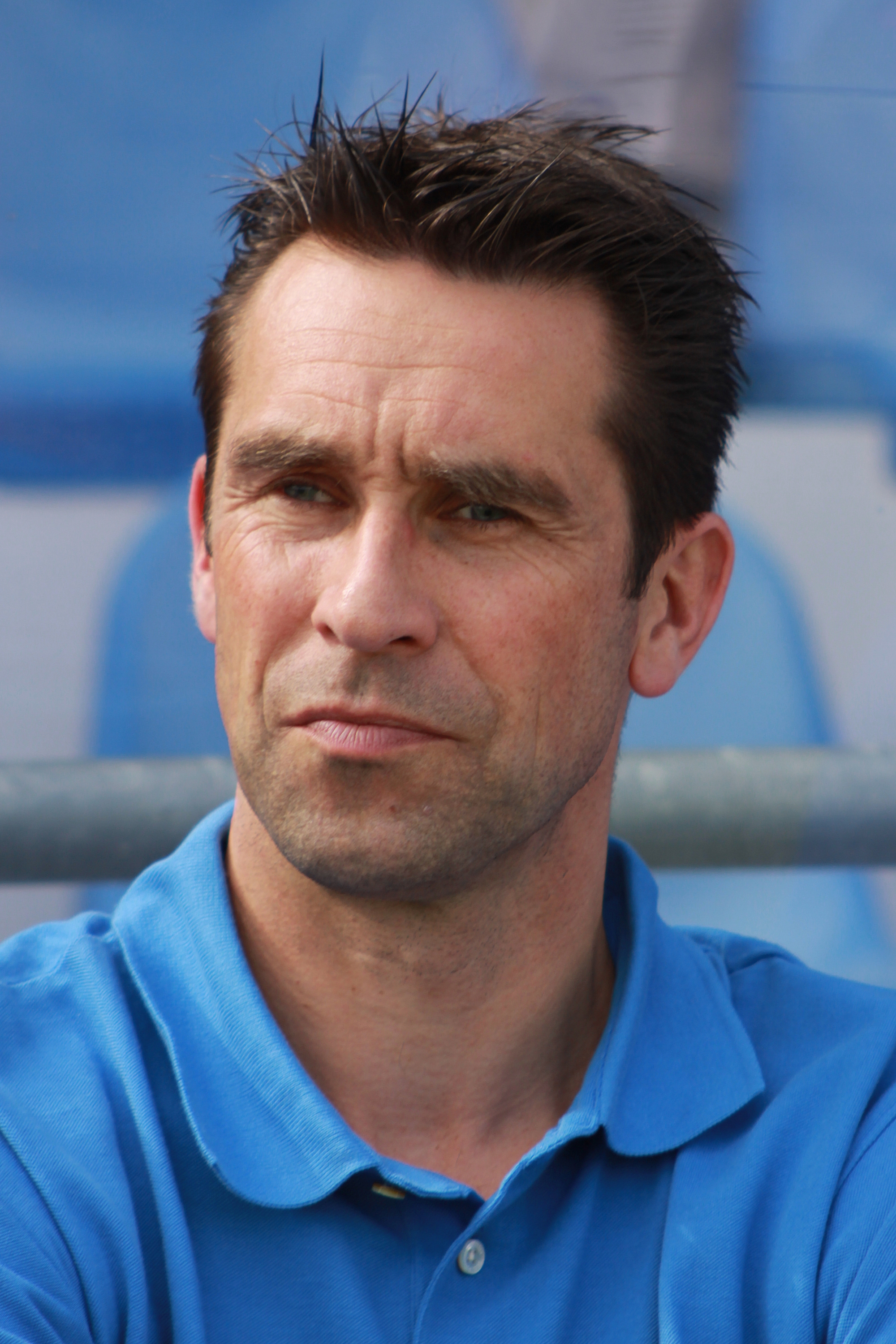
Michael Preetz

1997 gjorde Hertha comeback i Bundesliga och kunde etablera sig snabbt i Bundesliga. Men trots detta har klubben haft svårt att vinna i popularitet. I en undersökning från 2010 valdes Hertha till den mest osympatiska klubben i Bundesliga. När en liknande undersökning genomfördes 2017 hamnade Hertha på tionde plats, enbart 1,6 % omnämnde Hertha BSC som sitt favoritlag.
Hertha hade under en period en rad landslagsspelare som Marko Rehmer, Sebastian Deisler, Michael Preetz och Arne Friedrich i laget. Preetz blev sensationellt skyttekung i Bundesliga 1999. 1999-2000 spelade Hertha i Uefa Champions League. Laget fick en internationell prägel med fixstjärnan i den brasilianske mittfältaren/anfallaren Marcelinho. Därtill kommer spelare som Gilberto, Niko Kovac och Josip Šimunić. Hertha satsade stora summor för att bli ett topplag men hade även framgångsrikt fört in egna talanger från Berlin i laget som Jerome Boateng, Kevin-Prince Boateng och Patrick Ebert.

### Hisslag

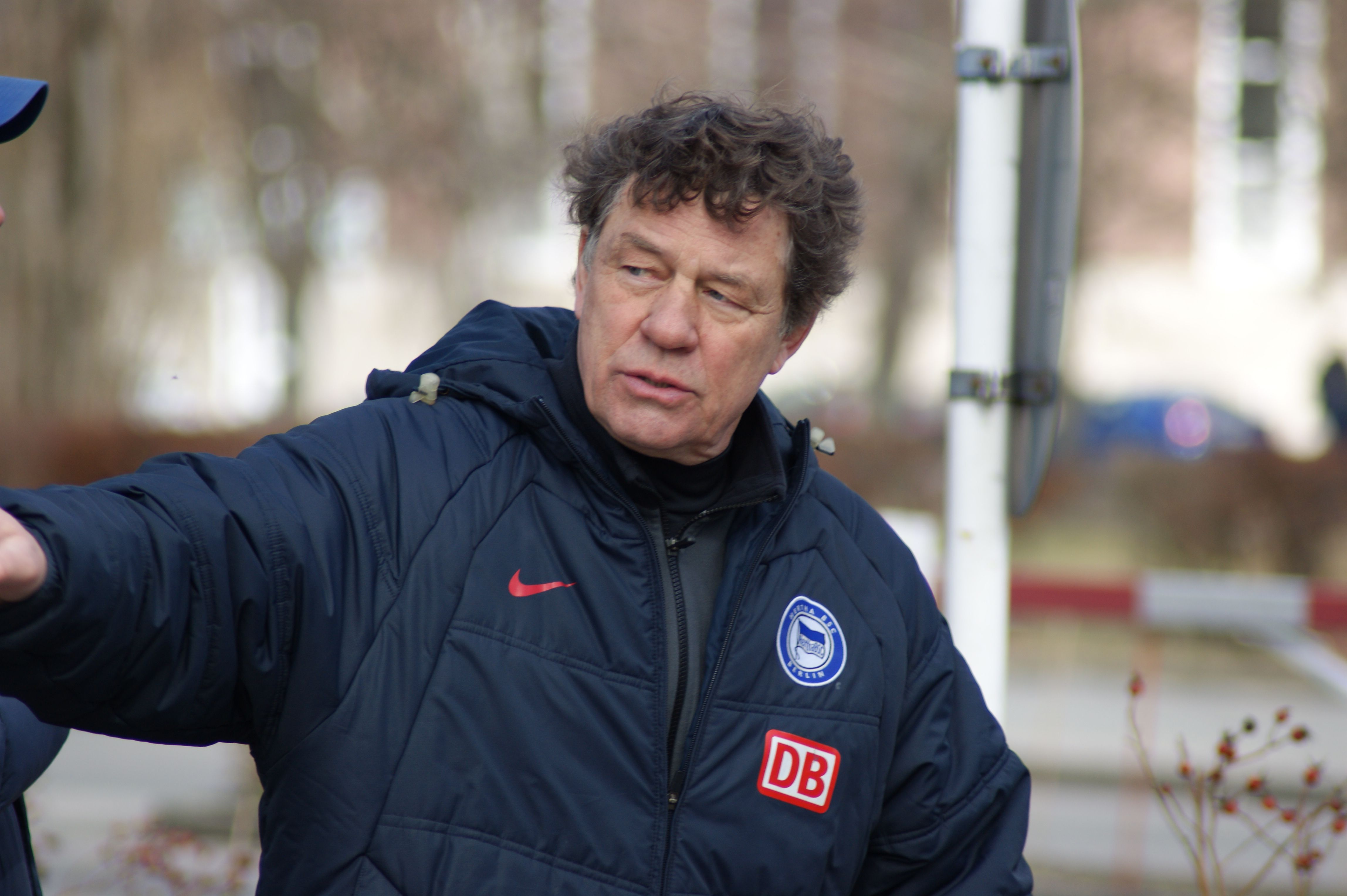
Otto Rehhagel.

De senaste åren har Hertha Berlin degraderats två gånger från Bundesliga. Klubbens ekonomi har varit dålig efter tidigare års stora och delvis misslyckade investeringar i spelare. Många talangfulla spelare valde att lämna klubben. Under tränaren Markus Babbel tog sig Hertha tillbaka till Bundesliga direkt säsongen 2010-2011. Efter en lovande start gick det allt sämre för klubben under hösten och vintern 2011 och ett kontraktsbråk blossade upp med tränaren Babbel som valde att lämna klubben mitt under säsong. En helt misslyckad värvning av Michael Skibbe som tränare slutade efter endast fem ligamatcher. Istället gick veteranen Otto Rehhagel in som tränare men kunde inte vända trenden även om en sista seger hemma mot 1899 Hoffenheim gav en kvalplats. Våren 2012 blev klubben återigen degraderad till 2. Bundesliga efter att ha förlorat i kvalet mot Fortuna Düsseldorf.
Under nya tränaren Jos Luhukay kunde Hertha återigen ta sig direkt tillbaka till Bundesliga säsongen 2012–2013.
Under säsongen 2014/2015 tillträdde Pál Dárdai som tränare och räddade kvar klubben i Bundesliga. Följande säsong etablerade sig klubben på övre tabellhalvan och 2016/17 slutade man sexa och kvalificerade sig till Europa League-kval där man senare nådde gruppspelet men blev utslagna av bland andra Östersunds FK. Efter en bra start säsongen 2018/19 föll klubben tillbaka och spelade en lång svit utan segrar (till slut slutade man elva). I det läget bestämdes att Dárdai skulle lämna klubben efter säsongen. Ny tränare blev Ante Čović, tidigare assisterande tränare.
Hertha Berlin klarade sig till säsongen 2022/23 i Bundesliga där laget hamnade på sista platsen.

## Hemmaplaner

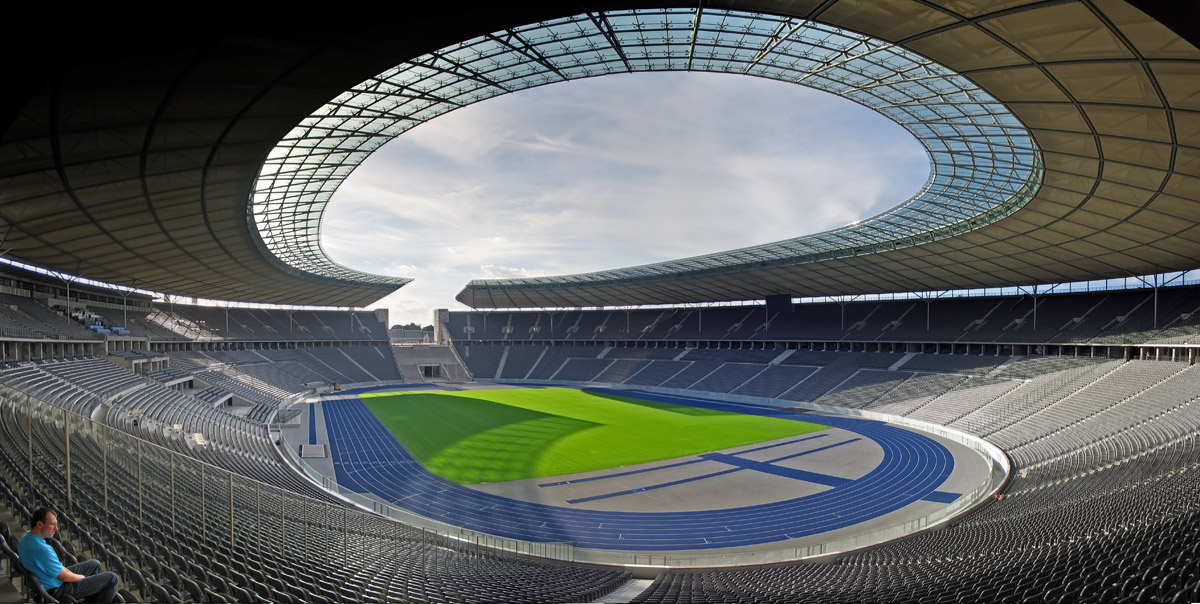
Berlins Olympiastadion

Hertha BSC spelar idag sina matcher på Olympiastadion. Den väldiga arenan har blivit en stor framgång för klubben, under säsongen 2014/15 uppgick klubbens publiksnitt i Bundesliga till 50 185 åskådare. Hertha har spelat på Olympiastadion sedan 1963 då den gamla hemmaplanen Stadion am Gesundbrunnen dömdes ut av det tyska fotbollsförbundet Deutscher Fussball-Bund. Stadion am Gesundbrunnen kallades i folkmun för Plumpe, och låg i stadsdelen Gesundbrunnen i stadsdelsområdet Wedding. 
Plumpe är ett begrepp för Hertha-fansen än idag som klubbens klassiska hemmaplan där man firade sina tidiga triumfer under 1920- och 1930-talen. Plumpe fanns kvar fram till 1974 då den revs. Under 1980-talet då Hertha spelade i lägre serier spelade man på den mindre Poststadion. Under 1990-talet återvände man till Olympiastadion. Frågan om en ny arena har väckts på senare år och flera förslag har lagts fram, bland annat en helt ny arena nära Olympiastadion. Ett annat alternativ som lagts fram är en arena nära flygplatsen Tegel, men ännu är inget klart.

## Fans
Traditionellt sett har Hertha BSC haft problem med en del av sina fans. Fansens hårda kärna kallades för "Hertha-Frösche" (Herthagrodorna, så kallade av en journalist som såg dem hoppa upp och ner på läktaren, vilket påminde honom om grodor) där en del tillhörde den högerradikala miljön. På senare tid har det med jämna mellanrum förekommit läktarbråk i Olympiastadion, exempelvis 2010 när Hertha-fans stormade fotbollsplanen med bräden och förstörde en del av inredningen eller 2015 när ett 70-tal haffades efter ett bråk med Schalke-fans. Inför semifinalen i tyska cupen mot Borussia Dortmund (april 2016) avfyrades fyrverkerier av Hertha-fans utanför Dortmundspelarnas hotell.

## Spelare

### Truppen
Korrekt per den 16 augusti 2022
| 1  | Danmark | Oliver Christensen | 22 mars 1999      | Odense (-21) |
| 22 | Norge   | Rune Jarstein      | 29 september 1984 | Viking (-14) |

| 2  | Slovakien     | Peter Pekarík          | 30 oktober 1986  | Wolfsburg (-12)   |
| 3  | Norge         | Fredrik André Björkan  | 21 augusti 1998  | Bodö/Glimt (-22)  |
| 4  | Belgien       | Dedryck Boyata         | 28 november 1990 | Celtic (-19)      |
| 5  | Kroatien      | Filip Uremović         | 11 februari 1997 | Rubin Kazan (-22) |
| 16 | England       | Jonjoe Kenny           | 15 mars 1997     | Everton (-22)     |
| 17 | Tyskland      | Maximilian Mittelstädt | 18 mars 1997     | Hertha Berlin     |
| 20 | Tyskland      | Marc Oliver Kempf      | 28 januari 1995  | Stuttgart (-22)   |
| 21 | Tyskland      | Marvin Plattenhardt    | 26 januari 1992  | Nürnberg (-14)    |
| 31 | Tyskland      | Márton Dárdai          | 12 februari 2002 | Hertha Berlin     |
| 42 | Tyskland      | Julian Eitschberger    | 5 mars 2004      | Hertha Berlin     |
| 44 | Tyskland      | Linus Gechter          | 27 februari 2004 | Hertha Berlin     |
| -  | Nederländerna | Deyovaisio Zeefuik     | 11 mars 1998     | Groningen (-20)   |
| -  | Paraguay      | Omar Alderete          | 26 december 1996 | Basel (-20)       |

| 6  | Tjeckien      | Vladimír Darida      | 8 augusti 1990 | Freiburg (-15)        |
| 8  | Tyskland      | Suat Serdar          | 11 april 1997  | Schalke 04 (-21)      |
| 10 | Nederländerna | Jean-Paul Boëtius    | 22 mars 1994   | Mainz (-22)           |
| 27 | Ghana         | Kevin-Prince Boateng | 6 mars 1987    | Monza (-21)           |
| 29 | Frankrike     | Lucas Tousart        | 29 april 1997  | Lyon (-20)            |
| 34 | Kroatien      | Ivan Šunjić          | 9 oktober 1996 | Birmingham City (-22) |

| 7  | Tyskland   | Davie Selke       | 20 januari 1995   | RB Leipzig (-17)    |
| 9  | Polen      | Krzysztof Piątek  | 1 juli 1995       | Milan (-20)         |
| 11 | Frankrike  | Myziane Maolida   | 14 februari 1999  | Nice (-21)          |
| 14 | Belgien    | Dodi Lukébakio    | 24 september 1997 | Watford (-19)       |
| 18 | Frankrike  | Wilfried Kanga    | 21 februari 1998  | Young Boys (-22)    |
| 19 | Montenegro | Stevan Jovetić    | 2 november 1989   | AS Monaco (-21)     |
| 23 | Tyskland   | Marco Richter     | 24 november 1997  | Augsburg (-21)      |
| 24 | Tyskland   | Luca Wollschläger | 8 februari 2003   | Hansa Rostock (-19) |
| 28 | Frankrike  | Kelian Nsona      | 11 maj 2002       | Caen (-22)          |
| 30 | Sydkorea   | Lee Dong-Jun      | 1 februari 1997   | Ulsan Hyundai (-22) |
| 40 | Nigeria    | Chidera Ejuke     | 2 januari 1998    | CSKA Moskva (-22)   |
| -  | Tyskland   | Jessic Ngankam    | 20 juli 2000      | Hertha Berlin       |

### Utlånade spelare
| Nr | Land          | Pos | Namn                                                |
| -- | ------------- | --- | --------------------------------------------------- |
|    | Tyskland      | MV  | Alexander Schwolow (i Schalke 04 till 30 juni 2023) |
|    | Nederländerna | A   | Daishawn Redan (i Utrecht till 30 juni 2023)        |

| Nr | Land      | Pos | Namn                                               |
| -- | --------- | --- | -------------------------------------------------- |
|    | Argentina | MF  | Santiago Ascacíbar (i Cremonese till 30 juni 2023) |

### Kända spelare
- Alex Alves
- Yıldıray Baştürk
- Stefan Beinlich
- Jérôme Boateng
- Kevin-Prince Boateng
- Pál Dárdai
- Falko Götz
- Andreas Köpke
- Niko Kovač
- Marcelinho
- Andreas Neuendorf
- Marko Pantelić
- Carsten Ramelow
- Marko Rehmer
- Ali Daei
- Mario Basler
- Erich Beer
- Sebastian Deisler
- Wolfgang Fahrian
- Arne Friedrich
- Gabor Kiraly
- Bernd Patzke
- Michael Preetz
- Otto Rehhagel
- Wolfgang Sidka
- Eyjölfur Sverrisson
- Andreas Thom
- Josip Šimunić
- Hans Weiner
- Horst Wolter
- Dariusz Wosz

### Svenska spelare
- Benno Magnusson
- Tobias Grahn
- Rasmus Bengtsson